# الشويخ الصحية
منطقة الشويخ الصحية ، هي منطقة من مناطق محافظة العاصمة في الكويت. وسميت بهذا الاسم نسبة إلى الشويخ. يوجد بها وزارة الصحة , وعدد كبير من المستشفيات المتخصصة وكذلك تسمى منطقة الصباح الطبية وفيها المباني العامة (سكن الممراضات، مبنى العلاج بالخارج، مبنى المجلس الطبي العام).

## مستشفى الصباح
- مبنى الجراحة
- مبنى الأطفال ومستشفى البنك الوطني للاطفال
- مبنى الباطنية

## مستشفيات التابعة لمستشفى ابن سينا
- مبنى مركز البابطين للحروق وجراحة التجميل
- مبنى مركز حامد العيسى لزراعة الأعضاء
- مبنى مركز البحر لجراحة العيون وعيادة الخالدية للعيون
- مبنى مركز خالد عبد المحسن النفيسي لغسيل الكلي
- مبنى جراحة المخ والأعصاب
- مبنى جراحة الأطفال

## المستشفيات الأخرى
- مستشفى اسعد الحمد للأمراض الجلدية
- مستشفى حسين مكي جمعة
- مستشفى شيخان الفارسي للروماتيزم
- مستشفى الطب الإسلامي
- مستشفى زين للاتصالات، انف واذن وحنجره
- مستشفى الطب النفسي
- مستشفى علاج الإدمان
- مستشفى عبد العزيز الراشد للامراض الحساسية
- مستشفى الأمراض الصدرية
- مستشفى الرازي لجراحة العظام
- مستشفى الطب الطبيعي
- مستشفى الأمراض السارية
- مستشفى الشيخ سالم العلي للسمع والنطق
- مستشفى الولادة
- مستشفى الأمراض الوراثية
- مركز الشيخة بدرية الأحمد الجابر الصباح لعلاج الأورام وزراعة الخلايا الجذعية